# سمكة السلور العملاقة
سمك السلور العملاق أو سمكة الميكونغ العملاقة هو نوع من أسماك السلور وتعود لعائلة pangasiidés في المياه العذبة وهي الممثل الوحيد لنوعها مما يجعلها فريدة من نوعها.
وتعتبر سمكة السلور العملاق أكبر سمكة في المياه العذبة في العالم بطول يصل إلى 3 أمتار ووزن يصل إلى 300 كغ، سمكة الميكونغ العملاقة هي أكبر وأضخم واندر نوع في جنوب شرق أسيا كلها.

## الوصف
- سمكة السلور العملاقة ملامحها مختلفة عن الأسماك العادية، فهي في مرحلة بلوغها يصبح طولها العادي يفوق المترين ووزنها 200 كغ، والإناث أثقل من الذكور.سمكة السلور العملاقة تظهر دائما بلون رمادي فضي على ظهرها أما الصدر فبين الأبيض المصفر، الزعانف تأتي رمادية ورأسها بمثل 1/3 من الجسم كله وهو مايعتبر رأسا كبيرا لدى الأسماك كلها.
- فم سمكة السلور العملاقة يشبه لحد ما المكنسة ولايوجد به أسنان فلا خطر على أصابعك إذا وضعتها في فمها كماأنها تستعمل عملية البلع للتغدي أو التنفس، الفك السفلي يختفي تماما في الأنسجة الدهنية.وهي شبيهة في ذلك سمكة الحوت القرش.
- تتواجد عيون السلور العملاق في جانبي الرأس أفقيا على الفم مما يسمح لها بالرؤية الجيدة في جميع الإتجاهات.

## مناطق تواجدها

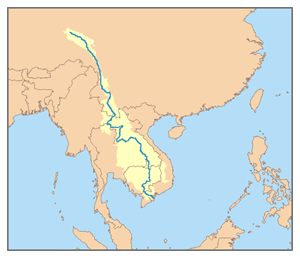
نهر الميكونغ

- تعيش أسماك السلور العملاق في نهر الميكونغ الذي يمر على ستة دول أسيوية وهي: الصين وهي دولة المنبع وكذلك تايلاند ولاوس وكمبوديا وفيتنام وبورما.ومن فروقاته أنه يفصل الحدود بين لاوس وتايلاند ويبلغ طوله 4350 كيلومتراً.

## طريقة العيش
- سمكة السلور العملاقة لها طريقة العيش مثل كل أسماك المياه العذبة فهي تعيش على المدى المتوسط والأنهار الكبيرة كنهر الميكونغ وتتواجد أساسا على عمق 10 أمتار أو أكثر، وهي تفضل الركيزة على الصخر أو الحصى وتوجد أحيانا في كهوف تحت الماء.
- وهي على وجه الحصر أسماك نهارية، فقياسات الاستشعار الصوتي في شمال تايلاند برهن أن سمكة السلور تغوص لأعماق كبيرة في النهار أما في الليل فتبقى على مقربة من الشاطئ، وهذا السلوك يوحي لنقص محتوى الأكسجين في الماء ليلا.

الغذاء
- تتغذى سمكة السلور العملاقة على كل العوالق الحيوانية والنباتية والقشريات الصغيرة واليرقات، القناة الهضمية للسمكة السلور العملاقة (بما في ذلك فتحة الشرج) مرنة جدا ويسمح بإدراج كميات كبيرة من الطعام.كما تستطيع تناول الطحالب والأشنيات وقد تتناول مامقداره قبضة يد باكمله دفعة واحدة لإتساع فمها.

التكاثر
- يصل طول سمكة السلور العملاقة في الطبيعة تصل إلى 50 سم ولكنها تعرف زيادة سريعة في الطول والوزن، موسم التكاثر يبدأ في اواخر نيسان / أبريل مع تراجع الفيضانات ويمتد حتى منتصف أيار / مايو.ثم ترحل البالغة عدة آلاف كيلومترات من المنبع حيث يتم استهلاك مخازن الدهون للهجرة في التناسل، ويعتقد أنها أحد الأسباب لوضع البيض في نهر الميكونغ في شمال تايلند، وربما أيضا في شمال كمبوديا.
- يأتي لون البيض مصفر ولزج ويكون قطرها حوالي 1.7 ملم ويمكن أن تضع الإناث حوالي خمسمائة إلى مليوني بيضة ولكن يعيش فقط 100 إلى 200 جنين ليصبح مستعدا للحياة.وتنمو أثناء الفقس لتصل إلى 3.8 ملم، أما في الأسر فتصل إلى 13.4 ملم.وبعد 4 أشهر يصل طولها 40 سم ووزنها 600 غرام، وبعد ثلاث سنوات، ما يزيد على 100 كجم.

## الصيد والحماية
- منذ القرن الماضي وأسماك السلور العملاق هي أول سمكة مرغوبة لدى الصيادين لطولها ووزنها وقيمتها الغذائية مماأدى إلى مطاردة هذه الأسماك قصد الحصول على السمكة الأكبر وبيعها بأكبر ثمن مماأدى إلى انخفاض أعدادها وأصبح مالايقل عن 2500 سمكة، وهي مدرجة على اللائحة الحمراء للأنواع المهددة بالانقراض وكذا عانت هذه السمكة من القضاء على مناطق وضع البيض والهجرة والتلوث والسدود وأسباب أخرى.
- وفي الوقت نفسه تم وضع حظر صيد هذه الأسماك رسميا في كل من لاوس وتايلاند، بالإضافة لوضع مسارات تبين للصيادين طريق هجرة هذه الأسماك حتى لايتم صيدها وتنظيم حملات توعية لإنشاء منطقة سمك السلور العملاقة فينهر الميكونغ لحماية هذه السمكة ورفع مستوى الوعي لدى السكان المحليين.

وكانت أبرز المحاولات لإنقاذ هذه السمكة كان محاولة تايلاند بتربية أسماك السلور العملاقة منذ عام 1967 وذلك باستعمال طريقة التكثير منها باستعمال الهرمونات وأول بوادر نجاح العملية كان إنتاج مالايقل عن 3.000.000 جنين عام 2005 وتم الحصول على بعض الأسماك على هذا النحو في تايلاند وطبقت بنجاح في البرك في تشاو فرايا. وهناك أيضا أطلق سراح عشرات الآلاف من الأسماك في منطقة ميكونغ، وعما إذا كان هذا كان له أثر إيجابي على الحياة البرية حتى الآن.

## أضخم سمكة السلور العملاق
- قال صندوق حماية الحياة البرية وجمعية ناشيونال جيوجرافيك الأمريكية ان صيادين من شمال تايلاند اصطادوا سمكة سلور عملاقة وزنها293 كيلو جراما والتهموها.وتم اصطياد سمكة السلور العملاقة التي كانت في حجم دب أشهب ويعتقد انها أكبر سمكة يتم العثور عليها في مياه عذبة في نهر ميكونج الذي يعيش فيه العديد من السلالات السمكية ذات الحجم العملاق.
- وقال زيب هوجان الخبير بصندوق حماية الحياة البرية في البيان المشترك "الآن تأكدنا ان سمكة السلور هذه أكبر سمكة مسجلة وهو اكتشاف مدهش."
- وقال البيان ان خبراء محليين في البيئة ومسؤولين حكوميين حاولوا التفاوض على إطلاق السمكة لتكمل رحلتها لوضع البيض إلى أقصى الشمال من تايلاند إلا أن رفيقها الذكر مات وأكله السكان في قرية بعيدة.

## وصلات خارجية
- FishBase .
- SITI
- ADW
- NCBI
- IUCN